# کالایت
کالایت (به انگلیسی: Kyalite) یک شهرک در استرالیا است که در نیو ساوت ولز واقع شده‌است.